# Medaille voor de 300e Verjaardag van de Russische Marine
De Medaille voor de 300e Verjaardag van de Russische Marine (Russisch: Медаль 300 лет Российскому флоту, Jubilejnaja Medal 300 let Rossijskomu flotu) is een onderscheiding van de Russische Federatie die op 10 februari 1996 werd ingesteld. De Russische marine werd in 1696 ingesteld toen Tsaar Peter de Grote voor het voorheen door land ingesloten Tsaardom Rusland een haven aan de oostzeekust had veroverd. De ambitieuze Tsaar Peter was de grondlegger van een marine.
De medaille werd toegekend aan marinepersoneel dat 10 jaar lang onberispelijk op een schip of in een vliegtuig had gediend en al was gedecoreerd, personeel aan de wal dat al 20 jaar onberispelijk had gediend, veteranen van de Grote Vaderlandse Oorlog, onderzoekers die 15 jaar onberispelijk hadden gewerkt en daarvoor werden onderscheiden, ontwerpers en constructeurs, leidinggevenden in de scheepsbouw, personen die belangrijk waren voor de bouw en reparatie van schepen en ook  leidinggevenden in maritieme onderzoeksinstituten en marinescholen die 20 jaar onberispelijk hadden gewerkt en daarvoor werden onderscheiden  
Op 7 september 2010 werd deze medaille in een Presidentieel Decreet van de lijst van onderscheidingen van de Russische Federatie geschrapt. Men mag de medaille nog wel dragen.

## De medaille
Op de voorzijde van de ronde medaille met een diameter van 32 millimeter is binnen het rondschrift "300 лет Российскому флоту" de kop van Peter de Grote afgebeeld.  Het materiaal is het goedkope Tombak.
Op de keerzijde zijn onder de jaartallen "1696-1996" twee ankers voor rivier- en zeeschepen op een krans van eiken- en lauwerbladeren afgebeeld. 
De medaille hangt aan een vijfhoekig opgemaakt wit lint met twee brede blauwe banen.
De medaille wordt op de linkerborst gedragen. Op een dagelijks uniform mag men een baton in de kleuren van het lint dragen.